# Aeroporto de Gogrial
O Aeroporto de Gogrial (IATA: ***, ICAO: HSGO) é um aeroporto localizado na cidade de Gogrial, no Sudão do Sul. Situado a 564 quilômetros da capital do país Juba.